# بخش مرکزی شهرستان فریدونکنار
بخش مرکزی شهرستان فریدون‌کنار یکی از بخش‌های شهرستان فریدون‌کنار در استان مازندران ایران است.

## جمعیت
براساس سرشماری مرکز آمار ایران در سال ۱۳۹۰، جمعیت بخش مرکزی شهرستان فریدون‌کنار ۴۴۸۱۴ نفر بوده‌است.

## تقسیمات کشوری
بخش مرکزی شهرستان فریدون‌کنار از دو دهستان تشکیل شده‌است:
- دهستان باریک‌رود جنوبی
- دهستان باریک‌رود شمالی